# Gilberto Aristízabal
Gilberto Aristízabal Murcia (Manizales, 1940. szeptember 8. – 2016. június 2.) kolumbiai nemzetközi labdarúgó-játékvezető. Egyéb foglalkozása: főiskolai kollégiumi tanár.

## Pályafutása

### Nemzeti játékvezetés
A játékvezetői vizsgát 1969-ben tette le. A küldési gyakorlat szerint rendszeres partbírói tevékenységet is végzett. 1970-ben lett az I. Liga játékvezetője. A nemzeti játékvezetéstől 1983-ban vonult vissza.

### Nemzetközi játékvezetés
A Kolumbiai labdarúgó-szövetség Játékvezető Bizottsága (JB) terjesztette fel nemzetközi játékvezetőnek, a Nemzetközi Labdarúgó-szövetség (FIFA) 1973-tól tartotta nyilván bírói keretében. A FIFA JB központi nyelvei közül a spanyolt és a franciát beszéli. Több válogatott és nemzetközi klubmérkőzést vezetett, vagy működő társának partbíróként segített. A kolumbiai nemzetközi játékvezetők rangsorában, a világbajnokság sorrendjében többedmagával az 5. helyet foglalja el 1 találkozó szolgálatával. Az aktív nemzetközi játékvezetéstől 1983-ban búcsúzott el.

#### Labdarúgó-világbajnokság
A világbajnoki döntőhöz vezető úton Spanyolországba a XII., az 1982-es labdarúgó-világbajnokságra és Mexikóba a XIII., az 1986-os labdarúgó-világbajnokságra a FIFA JB játékvezetőként alkalmazta. Selejtező mérkőzéseket a CONMEBOL zónában vezetett. A FIFA JB elvárása szerint, ha nem vezetett, akkor partbíróként tevékenykedett. Három csoportmérkőzés közül az egyiken egyes számú besorolást kapott, játékvezetői sérülés esetén továbbvezethette volna a találkozót. A második körben szintén egyes számú besorolást kapott, míg az egyik negyeddöntőn 2. pozícióba delegálták. 1982-ben Belaïd Lacarne játékvezetővel együtt a legtöbb esetben – 5 - 5 – tevékenykedtek  partbíróként. Világbajnokságon vezetett mérkőzéseinek száma: 1 + 5 (partbíró).

##### 1982-es labdarúgó-világbajnokság

###### Selejtező mérkőzés
| Időpont           | Helyszín                      | Mérkőzés típusa            | Mérkőzés         | Eredmény | Nézők száma |
| ----------------- | ----------------------------- | -------------------------- | ---------------- | -------- | ----------- |
| 1981. április 29. | Központi Stadion, Kuvaitváros | AFC/OFC zóna (3. csoport)  | Kuvait–Dél-Korea | 2 : 0    |             |
| 1981. június 14.  | Városi Stadion, Santiago      | CONMEBOL zóna (3. csoport) | Chile–Ecuador    | 2 : 0    |             |

###### Világbajnoki mérkőzés
| Időpont          | Helyszín                  | Mérkőzés típusa              | Mérkőzés      | Eredmény | Nézők száma |
| ---------------- | ------------------------- | ---------------------------- | ------------- | -------- | ----------- |
| 1982. június 25. | San Mamés Stadion, Bilbao | csoportmérkőzés (4. csoport) | Anglia–Kuvait | 1 : 0    | 39 700      |

##### 1986-os labdarúgó-világbajnokság

###### Selejtező mérkőzés
| Időpont         | Helyszín                               | Mérkőzés típusa            | Mérkőzés         | Eredmény | Nézők száma |
| --------------- | -------------------------------------- | -------------------------- | ---------------- | -------- | ----------- |
| 1985. június 9. | Defensores del Chaco Stadion, Asunción | CONMEBOL zóna (3. csoport) | Paraguay–Bolívia | 3 : 0    | 40 000      |

#### Copa América
Paraguay rendezte a 32., az 1983-as Copa América labdarúgó tornát, ahol a CONMEBOL JB bírói feladattal bízta meg.

##### 1983-as Copa América

###### Copa América mérkőzés
| Időpont             | Helyszín                          | Mérkőzés típusa              | Mérkőzés          | Eredmény | Nézők száma |
| ------------------- | --------------------------------- | ---------------------------- | ----------------- | -------- | ----------- |
| 1983. augusztus 10. | Olímpico Atahualpa Stadion, Quito | csoportmérkőzés (B. csoport) | Ecuador–Argentína | 2 : 2    | 50 000      |